# Pooler, Georgia
Pooler är en stad (city) i Chatham County, i delstaten Georgia, USA. Enligt United States Census Bureau har staden en folkmängd på 19 640 invånare (2011) och en landarea på 76,1 km².